# ダ・カーポしませんか?
『ダ・カーポしませんか?』は、2023年1月16日から3月27日まで、テレビ東京系列の「ドラマプレミア23」枠にて放送された秋元康企画・原作によるテレビドラマ。同年2月13日に特別編が放送された。

## 概要
休業中のとあるホテルに集められた多重債務を抱える8人の男女が、ミスターXの主宰する「人生をかけた運試し」に挑む様子を描く。
本編オープニングのキャスト紹介では、二宮と勝者はカラー表示、脱落者はモノクロ表示にされる演出が施されている。
秋元が同枠の放送作品で原作を手掛けるのは、本作で6作連続となる。
タイトルの「ダ・カーポ（D.C.）」とは音楽記号で「最初に戻る」の意味。

## あらすじ
事業の失敗やギャンブル、連帯保証や賠償金など、様々な理由で借金地獄に落ちた8人の男女。
命運尽きた彼らが生きることをやめようとしたとき、謎の男・二宮辰之助が唐突に現れ、休業中のホテル「デスティーノ」（Destino：ラテン語で「運命」）に招待する。
二宮は言う「人生は不公平で、お前たちは運が悪いだけだ。一度は捨てようとした命をかけて人生の敗者復活戦に参加して、もう一度運をつかめ!」
そして彼らは金と運を取り戻すため、ミスターXが主宰する命を懸けたクジ引きに参加する。
はたして最後まで生き残り、人生を「ダ・カーポ」できるのは誰なのか?
そしてミスターXの狙いは何なのか?
誰にも結果がわからない「デスゲーム」が今、始まる。

## キャスト

### 主要人物

#### 案内人
二宮辰之助（にのみや たつのすけ）
演 - 武田鉄矢
謎の男。ミスターXの代理人。多重債務で命を捨てようとした8人の男女を休業中のホテル「デスティーノ」へ招待し、人生の敗者復活をかけたデスゲームへ参加させる。
プレイヤーの世話係兼、ゲームの進行役で、脱落者が判明すると「He / She died」「You are survivor!」と宣告する。
その正体は南雲の実父で元小学校教員であり、クラスの女児がいじめを苦に自殺し、保護者や教育長から激しく糾弾されマスコミの知る処となり、誹謗中傷から逃れるため妻と離婚、娘の遥香（南雲）とも離別していた。しかし娘に会いたい余り、父の一番の親友・古郡を名乗り、クリスマスには周りが羨ましがるようなプレゼントを届け彼女と会っていた。
教え子を自殺から救えなかった贖罪からNPO法人「命の理由」を主宰し、自殺を思いとどまらせる活動をしていたが、その活動で借金まみれとなり、ミスターXからデスゲームへの参加を要請されると優勝したことから、デスゲームへ多重債務者を参加させる代理人にスカウトされた。
スペシャルファイナルラウンドで真澄に敗れると麻酔薬で麻痺しながらも「I am dead」「He is suvivior」と唱えながら、自力でランドリーシュートに身を投じる。

#### プレイヤー
真澄太一（ますみ たいち）〈31〉
演 - 伊野尾慧（Hey! Say! JUMP）
会社員。飲み屋で大学時代の部活の先輩に泥酔させられた際に借金の連帯保証人にされ、その先輩が借金を踏み倒したことで多重債務者となる。
会社で首吊り自殺をしようとしていたところ、二宮にホテルへ招待される。
先輩の借金を連帯保証する羽目になった被害者とされていたが、実際は居酒屋で泥酔させた先輩に連帯保証の契約書にサインさせた加害者で、借金は自分が作ったものであった。
スペシャルファイナルラウンドで二宮に勝利し、大田原とのジャンケンにも勝利して賞金の100億円の小切手を手に入れるが静観し、街中でその小切手を破り捨てる。
大田原善弥（おおたわら ぜんや）
演 - マキタスポーツ
元医師。タクシー運転手に暴力をふるって失明させ、傷害罪で実刑となり医師免許をはく奪される。民事裁判（継続中）で賠償金も請求されて多重債務者となる。
ビルの屋上から飛び降り自殺をしようとしていたところ、二宮にホテルへ招待される。
四門英治（しもん えいじ）〈45〉
演 - 迫田孝也
教師。フィリピンパブのホステスに入れ込み、ローン会社からの借金が積もり積もって多重債務者となる。
灯油を被り教室で焼身自殺しようとしていたところ、二宮にホテルへ招待される。
前山恵理子（まえやま えりこ）
演 - 平田敦子
ギャンブル依存症によりパチンコで借金を重ね、多重債務者となる。
自動車内で練炭自殺をしようとしていたところ、二宮にホテルへ招待される。
三橋愛菜（みはし まな）
演 - 小林涼子
幼稚園教諭。園児の父親との不倫が相手の妻にバレる。その妻から慰謝料の代わりに霊感商法まがいのマルチ商法で大量の「だるま様」を買い込むことになり、多重債務者となる。
踏切に飛び込んで鉄道自殺しようとしていたところ、二宮にホテルへ招待される。
櫻木駒希（さくらぎ こまき）
演 - 長谷川百々花
高校生。交通事故で亡くなった両親が抱えていた借金を無理矢理に背負わされ、多重債務者となる。
睡眠薬自殺を図ったが未遂に終わり、病院で意識を回復したところ、二宮にホテルへ招待される。
稲葉を巻き込み金庫の金を盗み逃げ出す計画を立てるが、デスゲームで自分は死なないと過信し逃げなかったため、第6ラウンドで窓ギロチンの犠牲となる。
稲葉忠康（いなば ただやす）
演 - 杉本哲太
ヤクザ。組の金に手を付けていたことがバレ、穴埋めの金を回収することになり多重債務者となる。
頭を拳銃で打ち抜いて自殺しようとしていたところ、二宮にホテルへ招待される。
第6ラウンドを前にして行方不明になったことから、二宮にリタイアを宣告された。
第7話で、二宮と南雲が稲葉を捜して隠し扉の奥にある秘密の区画へ入ると、背中に刃物が刺さった状態で息絶えていた。
運営委員会から提供された監視カメラの映像には、駒希が刃物で稲葉の背中を何度も刺す様子が記録されていた。
南雲洋子（なぐも ようこ）〈43〉
演 - 観月ありさ
美術商。無名画家の作品にハマって多額の投資を行うが、そのために銀行から受けた融資を返済できなくなり多重債務者となる。
浴槽でリストカットして自殺しようとしていたところ、二宮にホテルへ招待される。
第5話で二宮を知人の「古郡のおいちゃん」と気づいて話しかけるが、彼から「過去に触れないほうが良い」と忠告される。
その正体は二宮（古郡）の生き別れた娘・遥香で、第8ラウンドで鉄球の重みで高所から転落する際、二宮を「お父さん!」と叫び、彼が実の父親と気付いていたことが示唆される。

#### 主宰者
ミスターX
演 - マキタスポーツ
「デスゲーム」の主宰者。ホテル「デスティーノ」のオーナー。 二宮からは「会長」と呼ばれる。日本内外に多くの不動産を所有し、金融の世界でも大きく成功した人物。
人前に出ることを嫌い、代理人の二宮にプレイヤーの面倒とゲームの進行・管理を任せる。ホテル内のいたる場所に監視カメラを仕掛けてプレイヤーや二宮を監視する。
その正体は、デスゲームの参加者であった大田原善弥で、かつて自殺しようとした際、何も怖いものがなくなり、闇金から借金しまくるが、そこで運気が急激に変わり、巨万の富を得たことから、その「運気」の正体を見破ろうと全財産を注ぎ込み運気（バイオリズム）を解析するシステムを作り上げ、データを収集する目的でデスゲームを主催するようになった。
運気の正体を掴めれば、自殺しようとしている人を救えると、二宮を代理人にスカウトしている。
今回のデスゲームには大田原として死を覚悟の上で参加していたが、第3ゲーム開始前にシステムが死を予想したことから、ズルをして酸素チューブで吸気して死んだふりをしていた。
更なる運気のデータ収集のため、今回のデスゲームの優勝者・真澄と、前回の優勝者である二宮とのデスゲームへの参加を呼び掛ける。
真澄がスペシャルファイナルラウンドに勝利すると、運の正体を見せてやると真澄に告げるが、解析システムに表示された運気が急激に変化したことを受け、彼にジャンケン勝負を申し出て、負ければ賞金没収と宣言するもジャンケンに敗れる。
コンピュータの予想が外れたことに驚愕し慌てふためいてコンピュータを見ると、自分の運気が急激に減っていくのを目の当たりにする。

### ゲスト

#### 第1話
借金の取り立て
演 - 中松俊哉
借金の連帯保証人になった真澄からの取り立てに、彼の会社にまで押し掛ける。
タクシーの運転手
演 - 磯村一寛
乗客の大田原に因縁をつけられた上、暴行を受け失明させられる。
ジャスミン
演 - Melanie
フィリピンパブ「ルージュ」のホステス。自分へ入れ込む四門に同情を誘う嘘で金を貢がせ、多重債務にまで追い込む。
不倫相手の妻、タロウ
演 - 丸山奈緒、木下瑛太
三橋の不倫相手の妻とその子供。慰謝料の代わりに「だるま様」と呼ぶ、手のひらサイズのだるまの置物を大量に売りつける。
櫻木の両親
演（写真のみ） - 植田有希子、佐藤誠
連れ去りに来たヤクザ
演 - 水野智則
両親がつくった借金のカタに櫻木を連れ去ろうと自宅に押し掛ける。
幹部ヤクザ
演 - 重田未来人
稲葉が所属する組の幹部。組の金に手を出していた稲葉をリンチにかけ、金の回収を命じる。
テツジ
演 - 関沼ぬま
稲葉の所属する組の下っ端組員。幹部から稲葉の借金回収の同行を命じられるも彼に逃げられ、ドラム缶でコンクリート詰めにされる。
宇田川幸之助
演 - 篠塚勝（第3話）
ヤクザ企業の会長。銀行に返済する資金を借用に来た南雲に金額が書かれていない小切手を渡し見返りに体を求めるも、小切手を破り捨てられ拒否される。その後、銀行に圧力をかけて南雲を多重債務に追い込む。実際は最初から生意気な南雲が頭を下げて借用しに来るよう罠を仕掛けていた。

#### 第3話
南雲の部下
演 - 平塚日菜、高木公佑
南雲が経営していたギャラリーのスタッフ。

#### 第4話
南郷智也（なんごう ともや）〈43〉
演 - 袴田吉彦
過去に開催されたデスゲームでプレイヤーだった男。第4ラウンドを前に二宮から「新しい友達」としてプレイヤーたちに紹介される。
かつてIT系ベンチャー企業を起業したが経営に行き詰まり、闇金に手を出して多重債務者となりデスゲームに参加する。そのデスゲームで借金を十分返済できる賞金を獲得し、第3ラウンドでリタイアしている。
大田原が今回のデスゲームに参加する前から相談を受けており、参加後も彼が隠し持つスマホから進捗を報告されていた。大田原の脱落を知ると二宮にゲームへの参加を申し入れ、他のプレイヤーからの同意を得て特例で第4ラウンドから途中参加する。
内山悠斗（うちやま ゆうと）
演 - 塚本高史（第5話 - 第7話）
キタノベ署の刑事。マルチ商法による特定商取引法違反の疑いで三橋愛菜を捜査していたが、行方不明となった彼女の部屋に残されていたメモの住所を頼りにホテル「デスティーノ」へ現れる。
第5話で再びホテルを訪れ、ホテル周辺の防犯カメラの映像から三橋を含めホテルに入ったまま出てこない人間がいることが判明したと二宮に告げる。家宅捜査したいが令状が無いので一旦引き上げようとした際、事前にミスターXから彼が住宅ローンや子どもの学費などで多重債務があるという情報を得ていた二宮から「公務員なんだから闇金から金を借りるのはまずいんじゃないの」と脅しをかけられる。
第6話で二宮を単身訪ね、ホテルの中で多重債務者を集めた「大がかりな博打」が行われていることを言い当てた。自身も多重債務者であることから、事件を公としない代わりにデスゲームへの参加を希望する。ミスターXから他のプレイヤーがそれまでに獲得した賞金と同じ額を借り入れて、休職届を警察に提出した上、第6ラウンドからデスゲームに参加する。
水川
演 - 金沢雅美（第5話）
キタノベ署の刑事。内山の相棒。

#### 第9話
林田寛太
演 - 大石翔大（最終話）
真澄の学生時代の部活の先輩。居酒屋で真澄に酔わされ、連帯保証人の契約書にサインをさせられていた。
鈴木浩子
演 - 渡会久美子（最終話）
NPO法人「命の理由」時代の二宮に相談していた女性。二宮に生きるように励まされていたが、自殺してしまう。

## デスゲーム

### 概要
- デスゲームとは、「プレイヤー」と呼ばれる参加者の内で最低1名が必ず死んで脱落する様々な形態の「運命クジ」のことである。
- デスゲームへ参加するには必ず1億円の生命保険（受取人はミスターX）を契約しなければならない。
- 脱落したプレイヤーの保険金1億円から手数料1千万円を差し引いた9千万円×脱落者数を賞金総額とし、デスゲームで生き残ったプレイヤーには、賞金総額を生存者数で等分した金額（万円未満の端数と余りは慈善団体に寄付）がラウンドごとに賞金として支払われる。
- 第2ラウンド以降は、脱落者がそれまで得ていた賞金も賞金総額に加算され、生存者に分配される。
- ゲームによっては指定された条件をクリアしたプレーヤーにだけ、ミスターXからボーナスが支給される場合がある。
- ゲームへの参加は自由意志だが、参加を辞めると即刻退場となる。より多くの賞金を手に入れたい場合、続けてゲームに参加できる。
- ゲームを途中で棄権したりルールに従わなかった場合にも即刻退場となる。
- 理由を問わず一度ホテルから外出すると失格となり、ホテルに戻ることが許されない。
- デスゲームから退場、離脱したプレイヤーは、外部にデスゲームのことを他言してはならない。
- 死因が自殺や他殺では保険金が支払われないため、生き残ったプレイヤーへの賞金はミスターXが立て替て支払う。
- ミスターXが立て替えた金は、失踪者届を出して7年後の失踪宣告[注 6]で支払われる保険金で回収される。
- 脱落者の死体はランドリー業者に扮した専門業者が回収し、誰にも発見されないように処理される。
- ラウンドが始まる時間は予め知らされず、ホテル内に鳴り響く振り子時計の時を知らせる音が、ラウンド開始の合図となる。
- ラウンドの招集から30分経過しても姿を見せない場合にはリタイアを宣告される。
- 最終2名の段階でリタイアした者は、それまでの獲得賞金を置いていかなければならず、残された者もゲーム不成立でそれまでの獲得賞金を置いていかなければならないルール変更が運営委員会により急遽決定された。
- デスゲームは今回が初めてではなく、過去に何十回も開催されている。

### 内容

#### 第1ラウンド
プレイヤー数：8名
ゲーム内容：シャンパングラスの水を一斉に飲み干し、猛毒のサキシトキシンが盛られたグラスを引き当てた人物が脱落。
脱落者：四門英治（迫田孝也）（グラスを自ら大田原と交換）　計1名
賞金総額：（1億円 － 1千万円※手数料）× 1名※脱落者 ＝ 9千万円
賞金：9千万円 ÷ 7名※生存者 ＝ 12857142円 － 7142円※寄付 → 1285万円/名
慈善団体への寄付：5万円（7142円 × 7名 ＋ 6円※等分した際の余り）

#### 第2ラウンド
プレイヤー数：7名
ゲーム内容：コルト・ローマン（回転式拳銃）で一斉にロシアンルーレットを行い、誰かが実弾を引き当てて脱落するまで続ける。
脱落者：三橋愛菜（小林涼子）（3巡目で決着、拳銃を自ら大田原と交換） 計1名（累計：2名）
賞金総額：（1億円 － 1千万円※手数料 ＋ 1285万円※脱落者がこのラウンドまでに獲得した賞金） × 1名※脱落者  ＝ 1億285万円
賞金：1億285万円 ÷ 6名※生存者 ＝ 17141666円 － 1666円※寄付 → 1714万円/名（累計：2999万円/名）
慈善団体への寄付：1万円（1666円 × 6名 ＋ 4円※等分した際の余り、累計：6万円）

#### 第3ラウンド
プレイヤー数：6名
ゲーム内容：区分けされた蓋付きの温水プールに潜り、蓋が開かず脱出できない区画を引き当てた人物が脱落。
ボーナス：生存者の中で一番長く潜っていられたプレーヤーに1千万円を支給。
脱落者：大田原善弥（マキタスポーツ）（自ら最後に残った区画を選ぶ） 計1名（累計：3名）
ボーナス獲得者：南雲洋子
賞金総額：（1億円 － 1千万円※手数料 ＋ 2999万円※脱落者がこのラウンドまでに獲得した賞金） × 1名※脱落者  ＝ 1億1999万円
賞金：1億1999万円 ÷ 5名※生存者 ＝ 23998000円 － 8000円※寄付 → 2399万円/名（累計：5398万円/名）
慈善団体への寄付：4万円（8000円 × 5名、累計：10万円）

#### 第4ラウンド
プレイヤー数：5 + 1※南郷の途中参加  = 6名
ゲーム内容：1万ボルトの電流が流れる電気椅子を引き当てた人物が脱落。
脱落者：南郷智也（袴田吉彦）（最初に選んだイスは稲葉に譲る）　計1名（累計：4名）
賞金総額：（1億円 － 1千万円※手数料 ＋ 5398万円※脱落者がこのラウンドまでに獲得した賞金） × 1名※脱落者  ＝ 1億4398万円
賞金：1億4398万円 ÷ 5名※生存者 ＝ 28796000円 － 6000円※寄付 → 2879万円/名（累計：8277万円/名）
慈善団体への寄付：3万円（6000円 × 5名、累計：13万円）

#### 第5ラウンド
プレイヤー数：5名
ゲーム内容：鍋の中の5種類のキノコから1種類を小鉢に取り分け、指定したプレイヤーに配膳し、毒キノコを食べた人物が脱落。
脱落者：前山恵理子（平田敦子）（櫻木に選ばされたキノコを食べた）　計1名（累計：5名）
賞金総額：（1億円 － 1千万円※手数料 ＋ 8277万円※脱落者がこのラウンドまでに獲得した賞金） × 1名※脱落者  ＝ 1億7277万円
賞金：1億7277万円 ÷ 4名※生存者 ＝ 43192500円 － 2500円※寄付 → 4319万円/名（累計：1億2596万円/名）
慈善団体への寄付：1万円（2500円 × 4名、累計：14万円）

#### 第6ラウンド
プレイヤー数：4名※リタイアを宣告された稲葉に代わり内山が参加
ゲーム内容：選んだ窓から外に顔を出し、ギロチンで首を切断された人物が脱落。
脱落者：櫻木駒希（長谷川百々花） 計1名（累計：6名）
賞金総額：（1億円 － 1千万円※手数料 ＋ 1億2596万円※脱落者がこのラウンドまでに獲得した賞金） × 1名※脱落者  ＝ 2億1596万円
賞金：2億1596万円 ÷ 3名※生存者 ＝ 71986666円 － 6666円※寄付 → 7198万円/名（累計：1億9794万円/名）
慈善団体への寄付：2万円（6666円 × 3名 ＋ 2円※等分した際の余り、累計：16万円）

#### 第7ラウンド
プレイヤー数：3名
ゲーム内容：クロスボウを取り付けた回転盤をルーレットのように回転させ、停止すると放たれる矢で心臓を射抜かれた人物が脱落。
脱落者： 内山悠斗（塚本高史）（同じ場所が2回連続はないと予測するが、その場所で矢で射貫かれる）計1名（累計：7名）
賞金総額：（1億円 － 1千万円※手数料 ＋ 1億9794万円※脱落者がこのラウンドまでに獲得した賞金） × 1名※脱落者  ＝ 2億8794万円
賞金：2億8794万円 ÷ 2名※生存者 ＝ 14397000円  → 1億4397万円/名（累計：3億4191万円/名）
慈善団体への寄付：なし（累計：16万円）

#### 第8ラウンド（ファイナルラウンド）
プレイヤー数：2名
ゲーム内容：高所にロープで固定された巨大な鉄球に接続された足枷を装着し、フェイクの混じるロープの中から、鉄球を固定する本物のロープをハサミで切断し、高所から落下する鉄球の重みに引きずられホテルの屋上から地上に転落した人物が脱落
脱落者：南雲洋子（観月ありさ） 計1名（累計：8名）
賞金総額：（1億円 － 1千万円※手数料 ＋ 3億4191万円※脱落者がこのラウンドまでに獲得した賞金） × 1名※脱落者  ＝ 4億3191万円
賞金：4億3191万円 ÷ 1名※生存者 ＝ 431910000円  → 4億3191万円/名（累計：7億7382万円/名）
慈善団体への寄付：なし（累計：16万円）

#### 第9ラウンド（スペシャルファイナルラウンド）
プレイヤー数：2名※今回の優勝者・真澄と前回の優勝者・二宮との対決
ゲーム内容：遅効性の麻酔薬を静脈に注射し、ジャンケンに勝利すると注射できる3種類の解毒剤を全て注射できなかったほうが脱落。
脱落者： 二宮辰之助（2勝3敗、運気解析システムの予測と一致）
賞金総額：100億円※スペシャルファイナルラウンドの賞金（小切手）
|      | 1回戦 | 2回戦 | 3回戦 | 4回戦 | 5回戦 |
| ---- | ----- | ----- | ----- | ----- | ----- |
| 真澄 | ×     | ○     | ×     | ○     | ○     |
| 二宮 | ○     | ×     | ○     | ×     | ×     |

### プレイヤーの負債額推移
| プレイヤー   | 真澄太一         | 大田原善弥 | 四門英治      | 前山恵理子       | 三橋愛菜      | 櫻木駒希  | 稲葉忠康  | 南雲洋子  | 南郷智也                 | 内山悠斗                 | 二宮辰之助               |
| ------------ | ---------------- | ---------- | ------------- | ---------------- | ------------- | --------- | --------- | --------- | ------------------------ | ------------------------ | ------------------------ |
| ゲーム開始前 | 5830万           | 9800万     | 3500万        | 1170万           | 2350万        | 6500万    | 1億8500万 | 1億5300万 | 0（＋5398万）            | 1億6446万                | -                        |
| 第1R終了後   | 4545万           | 8515万     | 脱落          | 0（＋115万）     | 1065万        | 5215万    | 1億7215万 | 1億4015万 | 第4ラウンドから 途中参加 | 第6ラウンドから 途中参加 | 第9ラウンドから 途中参加 |
| 第2R終了後   | 2831万           | 6801万     |               | 0（＋1829万）    | 脱落          | 3501万    | 1億5501万 | 1億2301万 | 第4ラウンドから 途中参加 | 第6ラウンドから 途中参加 | 第9ラウンドから 途中参加 |
| 第3R終了後   | 432万            | 脱落       | 0（＋4228万） |                  | 1102万        | 1億3102万 | 8902万★   |           | 第4ラウンドから 途中参加 | 第6ラウンドから 途中参加 | 第9ラウンドから 途中参加 |
| 第4R終了後   | 0（＋2447万）    |            | 0（＋7107万） | 0（＋1777万）    | 1億223万      | 6023万    | 脱落      |           |                          | 第6ラウンドから 途中参加 | 第9ラウンドから 途中参加 |
| 第5R終了後   | 0（＋6766万）    | 脱落       | 0（＋6096万） | 5904万           | 1704万        |           |           |           |                          | 第6ラウンドから 途中参加 | 第9ラウンドから 途中参加 |
| 第6R終了後   | 0（＋1億3964万） |            | 脱落          | リタイア         | 0（＋5494万） | 9248万    |           |           |                          |                          | 第9ラウンドから 途中参加 |
| 第7R終了後   | 0（＋2億8361万） |            |               | 0（＋1億9891万） | 脱落          |           |           |           |                          |                          | 第9ラウンドから 途中参加 |
| 第8R終了後   | 0（＋7億1552万） | 脱落       |               |                  |               |           |           |           |                          |                          | 第9ラウンドから 途中参加 |
| 第9R終了後   | 0（＋100億）     |            | 脱落          |                  |               |           |           |           |                          |                          |                          |

- 単位：円、★：ボーナス獲得者

## スタッフ
- 企画・原作・脚本 - 秋元康
- 脚本協力 - 保木本真也、敦賀零、太田守信
- 監督 - 上田迅、大内隆弘、松浦健志、浅見佳史
- 主題歌 - MONKEY MAJIK「Twilight」（A.S.A.B）[12]
- 音楽 - 有田尚史
- チーフプロデューサー - 大和健太郎（テレビ東京）
- プロデューサー - 木下真梨子・清水俊雄・稲田秀樹（以上、テレビ東京）、清家優輝・庄島智之（以上、ファインエンターテイメント）
- 制作 - テレビ東京、ファインエンターテイメント
- 製作著作 - 「ダ・カーポしませんか?」製作委員会

## 放送日程

### 本編
| 話数   | 放送日  | ラテ欄                                                                    | 脚本協力          | 監督     |
| ------ | ------- | ------------------------------------------------------------------------- | ----------------- | -------- |
| 第1話  | 1月16日 | 原作・秋元康 多重債務者が命と金をかけた死の運命ゲーム                     | 保木本真也 敦賀零 | 上田迅   |
| 第2話  | 1月23日 | 金も運もない… 負け組7人が命をかけ死の運命ゲーム! 大金に狂喜! 死ぬのは誰!? | 太田守信          | 上田迅   |
| 第3話  | 1月30日 | 金と命を賭けた負け組の敗者復活戦!! 悶絶…地獄デスゲーム                    | 敦賀零            | 大内隆弘 |
| 第4話  | 2月06日 | 総額6億3千万 デスゲーム! 残り5人 波乱! 招かざる客が!?                     | 敦賀零            | 松浦健志 |
| 第5話  | 2月20日 | 7億超えのデスゲーム! 新事実判明! 地獄の晩餐会が開幕!                      | 敦賀零            | 浅見佳史 |
| 第6話  | 2月27日 | まさか刑事が!? 残酷すぎる“死の窓” 参加者がナゾの失踪…                     | 太田守信 敦賀零   | 上田迅   |
| 第7話  | 3月06日 | 捜査官が潜入!? 二宮と洋子に新事実… 失踪男の行方が判明!!                   | 敦賀零            | 松浦健志 |
| 第8話  | 3月13日 | 最後の勝者は誰 失踪死の犯人が判明! 動き出すミスターX!                     | -                 | 上田迅   |
| 第9話  | 3月20日 | ミスターX登場! 二宮&太一の驚愕過去 デスゲームに新展開!?                   | -                 | 大内隆弘 |
| 最終話 | 3月27日 | 衝撃ラスト!! デスゲームじゃんけん 運の正体が遂に判明!?                    | -                 | 上田迅   |

### 特別編
| 放送日  | ラテ欄                    | 備考                               |
| ------- | ------------------------- | ---------------------------------- |
| 2月13日 | 1話から4話デスゲーム再び! | 第1話から第4話までのダイジェスト。 |

## 放送局
| 放送期間                | 放送時間           | 放送局         | 対象地域       | 備考      |
| ----------------------- | ------------------ | -------------- | -------------- | --------- |
| 2023年1月16日 - 3月27日 | 月曜 23:06 - 23:55 | テレビ東京     | 関東広域圏     | 製作局    |
|                         |                    | テレビ北海道   | 北海道         |           |
|                         |                    | テレビ愛知     | 愛知県         |           |
|                         |                    | テレビ大阪     | 大阪府         |           |
|                         |                    | テレビせとうち | 岡山県・香川県 |           |
|                         |                    | TVQ九州放送    | 福岡県         |           |
|                         |                    | 岐阜放送       | 岐阜県         |           |
|                         |                    | びわ湖放送     | 滋賀県         | [ 注 14 ] |
|                         |                    | 奈良テレビ     | 奈良県         |           |
|                         |                    | テレビ和歌山   | 和歌山県       |           |

## その他
- 『「ダ・カーポしませんか?」放送スタート記念キャンペーン』と題し、第1話放送開始の23時6分までに番組公式Twitterをフォロー後、公式サイトから第1話でゲームから脱落する人物を予想すると、正解者の中から抽選でギフト券が当たるキャンペーンが実施された[15]。
- 第3話で温水プールから無事に生還した真澄が開口一番「僕は死にましぇん!」と発した後に、二宮が「SAY YES!」と続けた。このシーンが、二宮を演じる武田鉄矢が主演した『101回目のプロポーズ』を彷彿させるとしてSNS上で話題となった[16]。
- 2023年2月13日放送の特別編より、伊野尾慧が真澄役で出演するヤマザキビスケット「ルヴァンプライム」とのコラボCMが放送された[17]。
- 2023年2月15日午前1時から放送の『TOKYO SPEAKEASY』（製作・エフエム東京、企画・秋元康）内で、真澄役の伊野尾慧と南雲役の観月ありさが対談を行い、ドラマ撮影時の裏話などを語った[18][19]。
- 2024年3月10日放送の秋元康がパーソナリティーを務める『いいこと、聴いた』にマキタスポーツがゲスト出演、武田鉄矢が本作の撮影現場で脚本を改めさせ、第4話でデスゲームに敗退しクランクアップ済みであったマキタスポーツが急遽ミスターX役にキャスティングされ撮影現場に呼び戻されたエピソードが語られた[20]。